# Andreas Rinkel
Andreas Rinkel (Ouderkerk aan de Amstel, 10 januari 1889 – Utrecht, 25 maart 1979) was een Nederlandse oudkatholieke aartsbisschop van Utrecht.
Na zijn priesterwijding werd Rinkel benoemd tot pastoor van de oud-katholieke kerk in Enkhuizen. Van 1920 tot 1937 was hij pastoor van Sint Joris op 't Zand in Amersfoort. Tevens vervulde hij van 1920 tot 1948 de functie van hoogleraar dogmatische theologie en liturgie aan het Oud-Katholiek Seminarie. Op 6 april 1937 werd hij gekozen tot aartsbisschop van Utrecht. Als zodanig was hij vooral actief in de oecumenische beweging. Zo verstevigde hij de banden met de Anglicaanse Kerk, ijverde hij voor de hereniging met de oosters-orthodoxe kerken en droeg hij bij tot het ontstaan van een officieel gesprek met de Rooms-Katholieke Kerk. Hij trad af op 8 november 1970.
In de loop der jaren componeerde Rinkel diverse misordinaria en schreef en componeerde hij verschillende gezangen. Diverse composities werden in het Oud-Katholiek Gezangboek (1990/2007) opgenomen.